# Compañía Minera Poderosa
Compañía Minera Poderosa también llamada Minera Poderosa, es una empresa minera peruana. Se dedica a la explotación y procesamiento aurífero. Produce barras de doré. Es una empresa componente del índice S&P/BVL Perú General.
Opera en el distrito y provincia de Pataz, en el departamento de La Libertad), en el Perú. En 3 unidades de producción; Marañón, Santa María y Palca.
En 2022, la empresa produjo 300.662 onzas de oro y 191.898 onzas de plata.

## Historia
Su historia se remonta a mediados de los años 40, cuando se explotaba la mina de forma artesanal. En 1977 empezaron las labores de análisis de viabilidad industrial de la mina. Pero no fue hasta 1980 que se constituyó legalmente.
El 28 de julio de 1982, inicia operaciones industriales en la mina.
En 1983, se inician las labores de construcción de la hidroeléctrica para surtir de electricidad a la mina que fue inaugurada en 1987. Y en 1989 se inaugura la central térmica. 
Desde 2023, en el marco de la crisis de seguridad de Perú, la mina ha sufrido de reiterados atentados armados. 